# Hartmuth Wrocklage
Hartmuth Wrocklage (* 15. September 1939 in Quakenbrück) ist ein deutscher Jurist und Politiker (SPD). Von 1994 bis 2001 war er Innensenator der Freien und Hansestadt Hamburg.
Wrocklages Familie zog 1949 von Nortrup nach Dortmund, Anfang der 1960er Jahre dann nach Pinneberg. Dort betrieb Wrocklage Lokalpolitik und war auch für einige Zeit Ortsvereinsvorsitzender der SPD in Pinneberg. 1970 startete seine Karriere in der Hamburger Verwaltung vom Regierungs-Assessor bis zum Haushaltsdirektor in der Finanzbehörde. 1984 wurde er Finanzstaatsrat. Am 21. September 1994 wurde er Innensenator der Freien und Hansestadt Hamburg. Während seiner Zeit als Innensenator war er auch ein Jahr lang Vorsitzender der Innenministerkonferenz. Er richtete die Polizeikommission als ein Kontrollgremium unabhängiger Experten ein, an die sich sowohl Polizeibeamte als auch Bürger wenden konnten. Nach massiver öffentlicher Kritik, vor allem von den Zeitungen des Axel Springer Verlages, die ihm unter anderem Vetternwirtschaft vorwarfen, trat er am 28. Mai 2001 von seinem Amt als Innensenator zurück. Sein Nachfolger wurde, bis zur SPD-Niederlage bei der Bürgerschaftswahl in Hamburg 2001 im Spätsommer, Olaf Scholz. Danach zog er sich weitestgehend aus der öffentlichen Politik zurück und ist seit dem unter anderem für die Humanistische Union und Amnesty International aktiv. Sein Mandat als stellvertretender Aufsichtsratsvorsitzender des Bundes der Versicherten hat er am 7. Mai 2013 niedergelegt.

## Buchveröffentlichung
- Die Frau mit dem französischen Namen. Eine Novelle um Liebe vor politischem Hintergrund. Books on Demand, Hamburg 2019, ISBN 978-3-7448-8327-6.[2]